# Eva Jablonka
Eva Jablonka, geborene Tavori, (* 1952 in Polen) ist eine israelische Biologin, Genetikerin und Evolutionstheoretikerin. Vor Mitte der 1980er Jahre veröffentlichte sie als H. Tavori, dann zeitweise als E. Jablonka-Tavory.

## Leben
Jablonka kam 1957 nach Israel und erwarb 1976 ihren Bachelor-Abschluss in Biologie an der Ben-Gurion-Universität im Negev und 1980 ihren Master-Abschluss mit Auszeichnung (Regulation of Peptide Transport in E. coli). Für die Master-Arbeit erhielt sie den Landau-Preis. 1988 wurde sie an der Hebräischen Universität bei Menashe Marcus und Howard Cedar in Genetik promoviert (Alterations in Chromosomal Structure and Genic Activity in the Inactive X chromosome in Female Mammals). Schon in den 1980er Jahren wandte sie sich auch Wissenschaftsphilosophie und -geschichte zu und war 1988 bis 1990 am Edelstein Centre for the History and Philosophy of Science. 1990 bis 1993 war sie Lecturer am Cohn-Institut für Wissenschaftsgeschichte und -philosophie (und gleichzeitig Allon Fellow) und ab 1993 Senior Lecturer und ab 2000 Associate Professor an der Universität Tel Aviv (Cohn Institut).
1997/98 war sie Fellow am Wissenschaftskolleg zu Berlin und 2000/2001 Gastwissenschaftler am Museum für Wirbeltierzoologie der University of California, Berkeley.
Sie fand Aufmerksamkeit durch Untersuchungen zu nicht-genetischen Vererbungsmöglichkeiten in der Evolutionstheorie, zum Beispiel über die Weitergabe von Verhalten bei Tieren oder verschiedene epigenetische Mechanismen. Dabei bewegte sie sich zunehmend auf einen neo-lamarckistischen Standpunkt zu, der nach ihrer Ansicht über die Neodarwinistische Synthese hinausgeht (Erweiterte Synthese (Evolutionstheorie), sie gehört zu den Altenberg-16). Dabei arbeitete sie seit den 1980er Jahren mit Marion J. Lamb vom Birkbeck College der Universität London zusammen.

## Schriften
- mit Marion J. Lamb: Inheritance Systems and the Extended Evolutionary Synthesis. MIT Press, Cambridge, MA u. a. 2020
- mit Marion J. Lamb: Evolution in Four Dimensions. Genetic, Epigenetic, Behavioral, and Symbolic Variation in the History of Life. MIT Press, Cambridge, MA u. a. 2005, ISBN 0-262-10107-6.
  - deutsch: Evolution in vier Dimensionen. Wie Genetik, Epigenetik, Verhalten und Symbole die Geschichte des Lebens prägen. Übersetzt von Martin Battran und Sabine Grauer. Hirzel, Stuttgart 2017, ISBN 978-3-7776-2626-0.
- mit Eytan Avital: Animal Traditions. Behavioural Inheritance in Evolution. Cambridge University Press, Cambridge u. a. 2000, ISBN 0-521-66273-7.
- mit Marion J. Lamb: Epigenetic Inheritance and Evolution. The Lamarckian Dimension. Oxford University Press, Oxford u. a. 1995, ISBN 0-19-854062-0.
- Geschichte der Vererbung. Ministry of Defence Publishing House, Tel Aviv 1994, ISBN 965-05-0755-8 (Hebräisch).
- Evolution. Lehrbuch für die Open University. 7 Teile. Open University Press, Tel Aviv 1994–1997, (Hebräisch).

Einige Aufsätze:
- mit Marion J. Lamb: Inheritance of acquired epigenetic variations. In: Journal of Theoretical Biology. Band 139, Nr. 1, 1989, S. 69–83, doi:10.1016/S0022-5193(89)80058-X.
- mit Marion J. Lamb: The evolution of heteromorphic sex chromosomes. In: Biological Reviews. Band 65, Nr. 3, 1990, S. 249–276, doi:10.1111/j.1469-185X.1990.tb01426.x.
- mit Marion J. Lamb: Species and Speciation. In: Nature. Band 356, Nr. 6372, 1992, S. 752, doi:10.1038/356752b0.
- mit Michael Lachmann, Marion J. Lamb: Evidence, mechanisms and models of the inheritance of acquired characters. In: Journal of Theoretical Biology. Band 158, Nr. 2, 1992, S. 245–268, doi:10.1016/S0022-5193(05)80722-2.
- Inheritance systems and the evolution of new levels of individuality. In: Journal of Theoretical Biology. Band 170, Nr. 3, 1994, S. 301–309, doi:10.1006/jtbi.1994.1191.
- mit Eytan Avital: Social learning and the evolution of behaviour. In: Animal Behaviour. Band 48, Nr. 5, 1994, S. 1195–1199, doi:10.1006/anbe.1994.1351.
- mit Marion J. Lamb: Epigenetic inheritance in evolution. In: Journal of Evolutionary Biology. Band 11, Nr. 2, 1998, S. 159–183, doi:10.1046/j.1420-9101.1998.11020159.x.
- mit Marion J. Lamb: Genic-Neo Darwinism – is it the whole story? In: Journal of Evolutionary Biology. Band 11, Nr. 2, 1998, S. 243–260, doi:10.1046/j.1420-9101.1998.11020243.x.
- mit Marion J. Lamb, Eytan Avital: ‘Lamarckian’ mechanisms in Darwinian evolution. In: Trends in Ecology and Evolution. Band 13, Nr. 5, 1998, S. 206–210, doi:10.1016/S0169-5347(98)01344-5.
- mit Daniel Dor: From cultural selection to genetic selection: a framework for the evolution of language. In: Selection. Band 1, Nr. 1/3, 2001, S. 33–56, doi:10.1556/select.1.2000.1-3.5.
- mit Marion J: Lamb: Epigenetics. In: Mark Pagel (Hrsg.): Encyclopedia of Evolution. Band 1. Oxford University Press, Oxford u. a. 2002, ISBN 0-19-514864-9, S. 310–311.
- mit Marion J: Lamb: Lamarckism. In: Mark Pagel (Hrsg.): Encyclopedia of Evolution. Band 2. Oxford University Press, Oxford u. a. 2002, ISBN 0-19-514865-7, S. 602–605.
- mit Marion J. Lamb: Soft inheritance: Challenging the Modern Synthesis. In: Genetics and Molecular Biology. Band 31, Nr. 2, 2008, S. 389–395, doi:10.1590/S1415-47572008000300001.